# Else Reventlow
Charlotte Pauline Else zu Reventlow, geb. Reimann, (* 3. Februar 1897 in Elbing; † 11. September 1984 in München) war eine deutsche Lehrerin, Frauenrechtlerin, Sozialdemokratin und Redakteurin.

## Jugend, Studien und erste Anstellungen
Nach dem Besuch von Mädchenmittelschule, Lyzeum und Oberlyzeum absolvierte sie 1916 das Abitur und 1917 die Lehramtsprüfung. Sie erhielt ihre erste Anstellung an der Knabenmittelschule in Hameln.
Seit Oktober 1918 war Else Reimann Mitglied der SPD. Sie absolvierte ein Volontariat bei der Fränkischen Tagespost und wurde Zeugin einer der ersten öffentlichen nationalsozialistischen Versammlungen auf deutschem Boden.
Noch im selben Jahr schrieb sich Else Reimann in Jena für ein Studium der Nationalökonomie ein, ihr Interesse galt allerdings weniger den Studieninhalten als dem Aufbau der sozialistischen Studentengruppe, zudem nahm sie als jüngste Delegierte am ersten sozialistischen Frauenkongress in Jena teil. Reimann begann im folgenden Jahr in München Literaturgeschichte, Kunstgeschichte und Theaterwissenschaften zu studieren und engagierte sich auch hier wieder in der Studentenbewegung. Während der Auseinandersetzungen zwischen völkischen Studenten und Republikanischem Studentenbund infolge der Ermordung Walther Rathenaus verließ sie nach dem Sturm auf das Hotel Grünwald im Januar 1923 die Stadt und folgte ihrem Mann, dem Fotografen und Journalisten Rolf Reventlow (1897–1981), Sohn von Franziska zu Reventlow, den sie am 1. März 1921 geheiratet hatte, nach Berlin. Sie wurde Vorsitzende der sozialistischen Studentengruppe, was zur Verweigerung eines Stipendiums führte und den Studienabschluss unmöglich machte.

## Journalistische und publizistische Tätigkeiten
Else Reventlow finanzierte ihren Lebensunterhalt mit Übersetzungsarbeiten und Sprachkursen. 1925 zogen die Reventlows nach Heidelberg, wo Rolf Reventlow als Gewerkschaftssekretär der freien Angestelltenverbände arbeitete. Am 20. Dezember 1926 wurde ihre Tochter Beatrice († 1999) in München geboren. Im selben Jahr gab sie die  Gesammelten Werke ihrer Schwiegermutter Fanny Gräfin zu Reventlow heraus; zwei Jahre später folgte eine Briefauswahl, wobei sie als Verfasserangabe den historisch nicht korrekten Vornamen Franziska wählte. Da allerdings im Jahre 1935 der Albert Langen Verlag ganz in die Hände der NSDAP überging, konnte sie keinerlei Einkünfte mehr aus den veröffentlichten Büchern verbuchen, zumal auch die Lizenz vom Verlag nicht herausgegeben wurde.
In den Jahren 1927 bis 1933 arbeiteten Else und Rolf Reventlow bei der Volkswacht in Breslau. Else Reventlow war hier zunächst als Kulturkritikerin tätig, dann als Redakteurin und Korrespondentin. Dazu übernahm sie die Redaktion der Schlesischen Provinzkorrespondenz und arbeitete für diverse andere Publikationen. Im September 1929 zog Else Reventlow für ein Jahr nach Ascona.
Anfang der 1930er Jahre moderierte Else Reventlow auch Sendungen im Rundfunk.

## In der Emigration
Mit Übernahme der Regierung durch die Nationalsozialisten verließen die Reventlows das Land. Während Rolf Reventlow in die Tschechoslowakei reiste, floh Else Reventlow mit ihrer Tochter in die Schweiz. In Ascona arbeitete sie als Lehrerin im Auftrag des „Comité suisse d’aide aux enfants d’émigrés“. In den Jahren von 1937 bis 1940 studierte sie darüber hinaus an der Universität Genf und der Universität Basel Französisch, Englisch und Russisch. In Genf legte sie das französische Staatsexamen ab. Vom Februar 1938 bis Mai 1940 lebte sie in Basel. Reventlow hatte ihre Tochter im Landerziehungsheim Paul Geheebs untergebracht.
Sie reichte die Scheidung von dem inzwischen in Oran lebenden Rolf Reventlow ein, am 20. Dezember 1939 erfolgte in Basel das Scheidungsurteil.
Im April 1940 wurde Else, Rolf und Beatrice Reventlow in Abwesenheit die deutsche Staatsbürgerschaft aberkannt.

## Kriegszeit
Dessen ungeachtet kehrte Else Reventlow Anfang Juni 1940 nach Deutschland zurück und wurde sofort verhaftet. Nach vierzehn Tagen Haft am 19. Juni 1940 wieder entlassen, blieb Reventlow unter der Aufsicht der Gestapo. Sie musste sich zunächst wöchentlich, dann monatlich vorstellen. Durch den Verlust der Staatsbürgerschaft hatte sie keinerlei Aussicht, eine Arbeit zugewiesen zu bekommen. Da ihre beiden Brüder aber an der Front waren, durfte sie offiziell als Geschäftsführerin das Möbelgeschäft in Elbing leiten, nachdem dieses als „kriegswichtig“ eingestuft worden war.
Als sowjetische Truppen einmarschierten, machte sich Reventlow mit ihrer Tochter im Januar 1945 auf die Flucht nach Preetz. Im Frühjahr ging sie nach Marquartstein in Oberbayern, im August nach München.

## Journalistische Laufbahn und Ehrenämter nach 1945
Hier arbeitete sie von Oktober 1945 bis Ende 1948 als Redakteurin bei der gerade von den Amerikanern gegründeten Neuen Zeitung. Da sie seit 1946 auch Beiträge für Radio Munich geliefert hatte, wurde sie auf Betreiben Walter von Cubes am 1. Januar 1949 offiziell vom Bayerischen Rundfunk eingestellt. In der Politischen Redaktion verfasste sie Kurzkommentare und „Mittwochskommentare“. Anfang 1950 verließ sie die politische Abteilung und wechselte als stellvertretende Leiterin in die Nachrichtenabteilung des Bayerischen Rundfunks.
Von September 1952 bis Januar 1953 führte eine Studienreise sie in die Vereinigten Staaten. Nach dem Erreichen des Rentenalters schied Else Reventlow am 31. Juli 1962 aus dem Bayerischen Rundfunk aus, widmete sich der Familie und ihren ehrenamtlichen Aktivitäten.
Seit der Nachkriegszeit gehörte Else Reventlow dem Vorstand des Bayerischen Journalistenverbandes an und war von 1948 bis 1968 Vorsitzende des Prüfungsausschusses des Verbandes sowie Mitglied in dessen Ehrengericht.
Darüber hinaus war sie zunächst als Vorsitzende des Süddeutschen Frauenarbeitskreises aktiv, den sie von 1945 bis zu seiner Auflösung im Jahre 1953 leitete. Sie gehörte zwischen 1950 und 1962 der Arbeitsgemeinschaft der Wählerinnen an, übernahm auch hier organisatorische Aufgaben. Else Reventlow war auf regionaler Ebene in der SPD aktiv im Ortsverein Bogenhausen und im Unterbezirk München.
Im Juli 1949 trat Reventlow, zunächst nur in der Absicht, Ilse Weitsch auf der Konstituierenden Versammlung zu vertreten, in den Deutschen Rat Europäischer Bewegung ein. Sie war Mitglied verschiedener Verbände wie der IG Druck und Papier und der Arbeiterwohlfahrt. Sie gehörte der Deutschen Gesellschaft für die Vereinten Nationen an und engagierte sich als Mitglied des Kuratoriums der Gesellschaft für Auslandskunde, der sie beinahe 30 Jahre angehörte.
Seit den 1970er Jahren erschienen, wiederum im Albert-Langen-Verlag, die Werke Franziska zu Reventlows in Neuausgaben. Else Reventlow, die sich auch schon für die früher publizierten Lizenzausgaben anderer Verlage starkgemacht hatte, gab erneut die Tagebücher, aber auch Novellen und Skizzen sowie Briefe, darunter 1975 die Briefe Fanny zu Reventlows an Emanuel Fehling, heraus.

## Schriften (Auswahl)
- Neue Wege proletarischer Festkultur. In: Der Kuckuck. 3. Jahrgang, Nr. 21, 24. Mai 1931, S. 14 (Digitalisat).